# Tulsa Roughnecks (1993–1999)
Die Tulsa Roughnecks waren ein US-amerikanisches Fußball-Franchise mit Sitz in der Stadt Tulsa im Bundesstaat Oklahoma.

## Geschichte
Der Geschäftsmann „Mack“ Amini bewarb sich im Januar 1993 für ein Franchise innerhalb der United States Interregional Soccer League. Diesem wurde stattgegeben und so konnte ein Team unter Trainer Ali Adibi gleich in der Saison 1993 in den Spielbetrieb starten. Einsortiert wurde die Mannschaft in die South Central Division und gewann mit 99 Punkten gleich einmal den Division-Titel nach der Regular Season. Mit 2:0 gewann man dann im Halbfinale der Division auch gegen San Antonio Pumas und stand so im Finale den Dallas Rockets gegenüber. Auch in der Saison 1994 gewann man mit 132 Punkten wieder die Regular Season. In den Playoffs schied man aber direkt gegen Austin Lone Stars mit 1:4 aus. Neben diesen Saisons spielte das Team in der Zeit auch einige Indoor-Spielzeiten.
Bereits in der Saison 1998/99 nahm die Mannschaft nicht am Indoor-Spielbetrieb teil. Im Jahr 1999 bekam das Franchise einen neuen Besitzer und wurde in Green Country Roughnecks umbenannt, im selben Jahr wurde das Team aber auch schon wieder von gekauft, diesmal vom Trainer Adibi selbst, welcher das Team aus dem Spielbetrieb nahm und nun noch bis 2000 in einer eigenen unorganisierten Liga gegen andere Mannschaften spielen ließ. Am Ende dieser Saison löste er das Team aber auch auf.

## Nachfolger mit gleichem Namen
Unter gleichem Namen firmierte von 2013 bis 2019 der FC Tulsa.